# 카롤 몽티예
카롤 몽티예(프랑스어: Carole Montillet, 1973년 4월 7일~)는 프랑스의 은퇴한 알파인 스키 선수, 자동차 경주 선수이다. 올림픽에 3회 참가하여 2002년 동계 올림픽에서 여자 활강 부문 금메달을 획득했다.